# Ivan Provedel
Ivan Provedel (ur. 17 marca 1994 w Pordenone) – włoski piłkarz, gra na pozycji bramkarza we włoskim klubie Lazio.